# Hypoaspis
Hypoaspis es un género de ácaros perteneciente a la familia  Laelapidae.

## Especies
- Hypoaspis aciphila Karg, 1987
- Hypoaspis acme Womersley, 1955
- Hypoaspis aculeifer (G. Canestrini, 1884)
- Hypoaspis aculeiferoides Teng, 1982
- Hypoaspis acutiscutus (Teng, 1982)
- Hypoaspis analis Karg, 1982
- Hypoaspis angulatus (Berlese, 1916)
- Hypoaspis angusta Karg, 1965
- Hypoaspis anserina Karg, 1981
- Hypoaspis ardoris Karg, 1993
- Hypoaspis armstrongi (Womersley, 1956)
- Hypoaspis astronomica (C.L. Koch, 1839)
- Hypoaspis australis Hull, 1923
- Hypoaspis austriacus (Sellnick, 1935)
- Hypoaspis aviator (Berlese, 1920))
- Hypoaspis baichengensis Ma, 2000
- Hypoaspis barbarae Strong, 1995
- Hypoaspis barbatula Karg, 1989
- Hypoaspis berlesei Bernhard, 1973
- Hypoaspis bipennata Karg, 2003
- Hypoaspis bispinosa Karg, 1997
- Hypoaspis blattae Strong & Halliday, 1994
- Hypoaspis brevidentis Karg, 1978
- Hypoaspis brevipedestra Karg, 1985
- Hypoaspis brevipellis Karg, 1979
- Hypoaspis brevistilis Karg, 1978
- Hypoaspis campestris (Berlese, 1887)
- Hypoaspis cassoidea Karg, 1981
- Hypoaspis cerata Karg, 1982
- Hypoaspis changlingensis Ma, 2000
- Hypoaspis chelaris Teng, Zhang & Cui, 1992
- Hypoaspis chianensis Gu, 1990
- Hypoaspis chini (Bai & Gu, 1993)
- Hypoaspis chongqingensis Ma, Zhang & Li, 2003
- Hypoaspis ciconia Karg, 1979
- Hypoaspis claviger (Berlese, 1883)
- Hypoaspis comelicensis (Lombardini, 1962)
- Hypoaspis concinna Teng, 1982
- Hypoaspis corpolongus (Rosario, 1981)
- Hypoaspis corpulentus (Berlese, 1920)
- Hypoaspis cubaensis Karg, 1981
- Hypoaspis cuneifer Michael, 1891
- Hypoaspis cursoria Karg, 1988
- Hypoaspis dailingensis Ma & Yin, 1998
- Hypoaspis debilis Ma, 1996
- Hypoaspis decellei van-Driel, Loots & Marais, 1977
- Hypoaspis decemsetae Karg, 1994
- Hypoaspis deinos Zeman, 1982
- Hypoaspis dendrophilus (Davydova, 1977)
- Hypoaspis dentipilosa Karg, 1978
- Hypoaspis digitalis (Teng, 1981)
- Hypoaspis disjuncta Hunter & Yeh, 1969
- Hypoaspis disparatus (Banks, 1916)
- Hypoaspis diversa Karg, 1994
- Hypoaspis elegantula (Berlese, 1903)
- Hypoaspis elimata Berlese, 1920
- Hypoaspis equitans (Michael, 1891)
- Hypoaspis euarmata Karg, 1996
- Hypoaspis eucapillata Karg, 2003
- Hypoaspis eugenitalis Karg, 1978
- Hypoaspis eupatori (Womersley, 1956)
- Hypoaspis eupraedonis Karg, 1989
- Hypoaspis eupygidialis Karg, 2003
- Hypoaspis euventricosa Karg, 1995
- Hypoaspis evansi Arutunian, 1993
- Hypoaspis expolita (Berlese, 1904)
- Hypoaspis exquisita Karg, 1989
- Hypoaspis femorata Karg, 1978
- Hypoaspis finitima (Berlese, 1903))
- Hypoaspis fishtowni Ruf & Koehler, 1993
- Hypoaspis formationis Karg, 1989
- Hypoaspis furcatoides Karg, 1981
- Hypoaspis glabra Karg, 1978
- Hypoaspis gladii Karg, 1993
- Hypoaspis gleba Karg, 1979
- Hypoaspis guttaforma Karg, 1989
- Hypoaspis guttulata Karg, 1978
- Hypoaspis haiyuanensis Bai, Chen & Gu, 1994
- Hypoaspis hefeiensis Xu & Liang, 1996
- Hypoaspis hermaphroditoides Oudemans, 1902
- Hypoaspis heteronychus (Womersley, 1956)
- Hypoaspis hoffmannae Smiley, Baker & Delfinado-Baker, 1996
- Hypoaspis hunanensis Ma & Zheng, 2000
- Hypoaspis inarmata Karg, 1997
- Hypoaspis inepilis Banks, 1916
- Hypoaspis integer (Berlese, 1911)
- Hypoaspis inversus (Banks, 1916)
- Hypoaspis isodentis Karg, 1989
- Hypoaspis isotricha (Kolenati, 1858)
- Hypoaspis jambar Ishikawa, 1985
- Hypoaspis krameri (G. Canestrini & R. Canestrini, 1881)
- Hypoaspis krantzi Arutunian, 1993
- Hypoaspis latanalis Karg, 2000
- Hypoaspis latodentis Karg, 1993
- Hypoaspis lepoauris Karg, 1981
- Hypoaspis lepta Oudemans, 1902
- Hypoaspis leptolingua Karg, 1994
- Hypoaspis liae (Bai & Gu, 1993)
- Hypoaspis lingua Karg, 1987
- Hypoaspis liui (Samsinak, 1962)
- Hypoaspis loksai Karg, 2000
- Hypoaspis longanalis Karg, 2003
- Hypoaspis longchuanensis Gu & Duan, 1991
- Hypoaspis longichaetus Ma, 1996
- Hypoaspis longicostalis Karg, 1978
- Hypoaspis longodigiti Karg, 1979
- Hypoaspis longogenitalis Karg, 1978
- Hypoaspis louisensis Loots, 1980
- Hypoaspis lusisi Lapina, 1976
- Hypoaspis luteus (Oudemans, 1917)
- Hypoaspis lyratus (Banks, 1916)
- Hypoaspis mabilogus (Rosario, 1981)
- Hypoaspis macra Karg, 1978
- Hypoaspis macrochaeta Karg, 1988
- Hypoaspis magkadikitus (Rosario, 1981)
- Hypoaspis magnisetae Ma, 1988
- Hypoaspis mahuncai Karg, 1988
- Hypoaspis malakutsilyus (Rosario, 1981)
- Hypoaspis mandibularis (Ewing, 1909)
- Hypoaspis masculina Karg, 1988
- Hypoaspis matinikus (Rosario, 1981)
- Hypoaspis mediocuspis (Karg, 1981)
- Hypoaspis metapodalii Karg, 1978
- Hypoaspis miles (Berlese, 1892)
- Hypoaspis militiformis Oudemans, 1902
- Hypoaspis millipedus (Rosario, 1981)
- Hypoaspis minusculus Banks, 1916
- Hypoaspis mohrii Ishikawa, 1982
- Hypoaspis moseri Hunter & Glover, 1968
- Hypoaspis mumai Hunter & Glover, 1968
- Hypoaspis nana (Mégnin, 1876)
- Hypoaspis nasoseta Karg, 1981
- Hypoaspis neimongolianus Ma-Liming & Wang-Shenron, 1998
- Hypoaspis neocuneifer Evans & Till, 1966
- Hypoaspis ningxiaensis (Bai & Gu, 1993)
- Hypoaspis nolli Karg, 1962
- Hypoaspis oblongus (Halbert, 1915)
- Hypoaspis onustus (Berlese, 1904)
- Hypoaspis oreithyiae (Walter & Oliver, 1989)
- Hypoaspis orientalis Bei & Yin, 2000
- Hypoaspis ornatus (Berlese, 1903)
- Hypoaspis ovatus Ma, Ning & You-Wen, 2003
- Hypoaspis ovisuga (Berlese, 1903)
- Hypoaspis pahabaeus (Rosario, 1981)
- Hypoaspis pannicula Karg, 1981
- Hypoaspis paraculeifer (Rosario, 1981)
- Hypoaspis paracuneifer Gu & Bai, 1992
- Hypoaspis passalus (Rosario, 1981)
- Hypoaspis paucidentis Karg, 1989
- Hypoaspis pellucida Berlese, 1904
- Hypoaspis penicillata Karg, 1979
- Hypoaspis picketti Hunter & Glover, 1968
- Hypoaspis pinnae Karg, 1987
- Hypoaspis postreticulatus Xu & Liang, 1996
- Hypoaspis praesternalis Willmann, 1949
- Hypoaspis praesternaloides Ma & Yin, 1998
- Hypoaspis praetarsalis Karg, 1978
- Hypoaspis pugiocuspis Karg, 1981
- Hypoaspis pugni Karg, 1979
- Hypoaspis punyalus (Rosario, 1981)
- Hypoaspis pycnosis Karg, 1979
- Hypoaspis qinghaiensis Li-Chao, Yang-Xizheng & Yue-Shanlon, 1997
- Hypoaspis queenslandicus (Womersley, 1956)
- Hypoaspis quinquepara Karg, 2000
- Hypoaspis rarosae (Rosario, 1981)
- Hypoaspis relictovi Senotrusova, 1982
- Hypoaspis reticulatus Xu & Liang, 1996
- Hypoaspis rhizotrogi Masan, 1998
- Hypoaspis rhopaea (Womersley, 1956)
- Hypoaspis rigensis Lapina, 1976
- Hypoaspis rosei Strong & Halliday, 1994
- Hypoaspis ruggi Strong & Halliday, 1994
- Hypoaspis sardous (Berlese, 1911)
- Hypoaspis schusteri (Hirschmann, 1966)
- Hypoaspis seriopilosa Karg, 1978
- Hypoaspis serpentis Karg, 1979
- Hypoaspis serrata Karg, 1979
- Hypoaspis shenyangensis Bei, Shi & Yin, 2003
- Hypoaspis similisetae Karg, 1965
- Hypoaspis simplex (Berlese, 1920)
- Hypoaspis simplexans (Womersley, 1956)
- Hypoaspis sinensis (Bai & Gu, 1993)
- Hypoaspis solimani Nawar, Shereef & Ahmed, 1993
- Hypoaspis sorecis Li, Zheng & Yang, 1996
- Hypoaspis spinacrassus Rosario, 1981
- Hypoaspis spinaperaffinis Ma & Cui, in Ma, Liu & Cui 2002
- Hypoaspis spiniseta Barilo, in Barylo 1991
- Hypoaspis stilosus (Canestrini, 1884)
- Hypoaspis subminor Gu & Bai, 1991
- Hypoaspis submontana Bai, Chen & Gu, 1994
- Hypoaspis subpictus Gu & Bai, 1992
- Hypoaspis sungaris Ma, 1996
- Hypoaspis surigaoensis Rosario, 1981
- Hypoaspis tengi Gu & Bai, 1991
- Hypoaspis tenuisetus (Rosario, 1981)
- Hypoaspis terrestris Leonardi, 1899
- Hypoaspis terrestrisimilis Ma, Zhang & Li, 2003
- Hypoaspis tetraspinae Karg, 1995
- Hypoaspis thysanifer (Zeman, 1982)
- Hypoaspis transversanalis Karg, 2000
- Hypoaspis tribina Karg, 1979
- Hypoaspis tridentata Karg, 1979
- Hypoaspis tridentifera Karg, 1978
- Hypoaspis tripodiger Berlese, 1916
- Hypoaspis trispinosa Berlese, 1920
- Hypoaspis tuberculata Masan, 1992
- Hypoaspis ungeri Karg, 1985
- Hypoaspis vacuus (Michael, 1891)
- Hypoaspis vanmoli Loots, 1980
- Hypoaspis verticis Karg, 1978
- Hypoaspis vertisimilis Karg, 1994
- Hypoaspis wangae (Bai & Gu, 1993)
- Hypoaspis weni Bai, Chen & Gu, 1994
- Hypoaspis womersleyi Domrow, 1957
- Hypoaspis wufengensis Liu & Ma, 2003
- Hypoaspis xiajiangensis (Liu & Ma, 2000)
- Hypoaspis yamanchii Ishikawa, 1982
- Hypoaspis yeruiyuae (Ma, 1995)
- Hypoaspis zhongweiensis (Bai & Gu, 1993)
- Hypoaspis zhoumanshuae Ma-Liming, 1997